# فیل گیلکریست
فیل گیلکریست (انگلیسی: Phil Gilchrist؛ زادهٔ ۲۵ اوت ۱۹۷۳) بازیکن سابق فوتبال اهل بریتانیا است.
از باشگاه‌هایی که در آن بازی کرده‌است می‌توان به باشگاه فوتبال وست برومویچ آلبیون، باشگاه فوتبال ناتینگهام فارست، باشگاه فوتبال روترهام یونایتد، باشگاه فوتبال ووکینگ، باشگاه فوتبال هارتل پول یونایتد، باشگاه فوتبال آکسفورد یونایتد، باشگاه فوتبال میدلزبرو، و باشگاه فوتبال لستر سیتی اشاره کرد.